# فريق فورد للراليات

الشعار الحالي للفريق

فريق فورد للراليات هو فريق تابع لشركة فورد ينافس في بطولة العالم للراليات منذ سنة 1997. أحرز الفريق أول انتصار له في رالي أكروبوليس 1997. يقع مقره في كمبريا بإنجلترا. من أبرز سائقيه بيتر سولبرغ.

## معرض صور

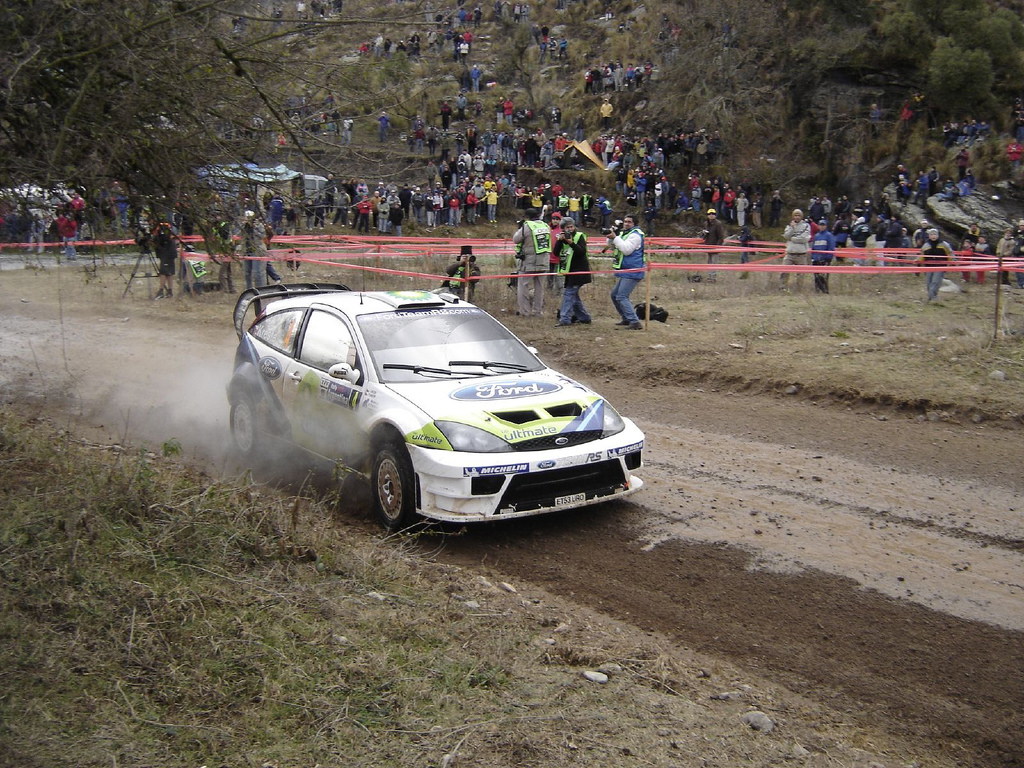
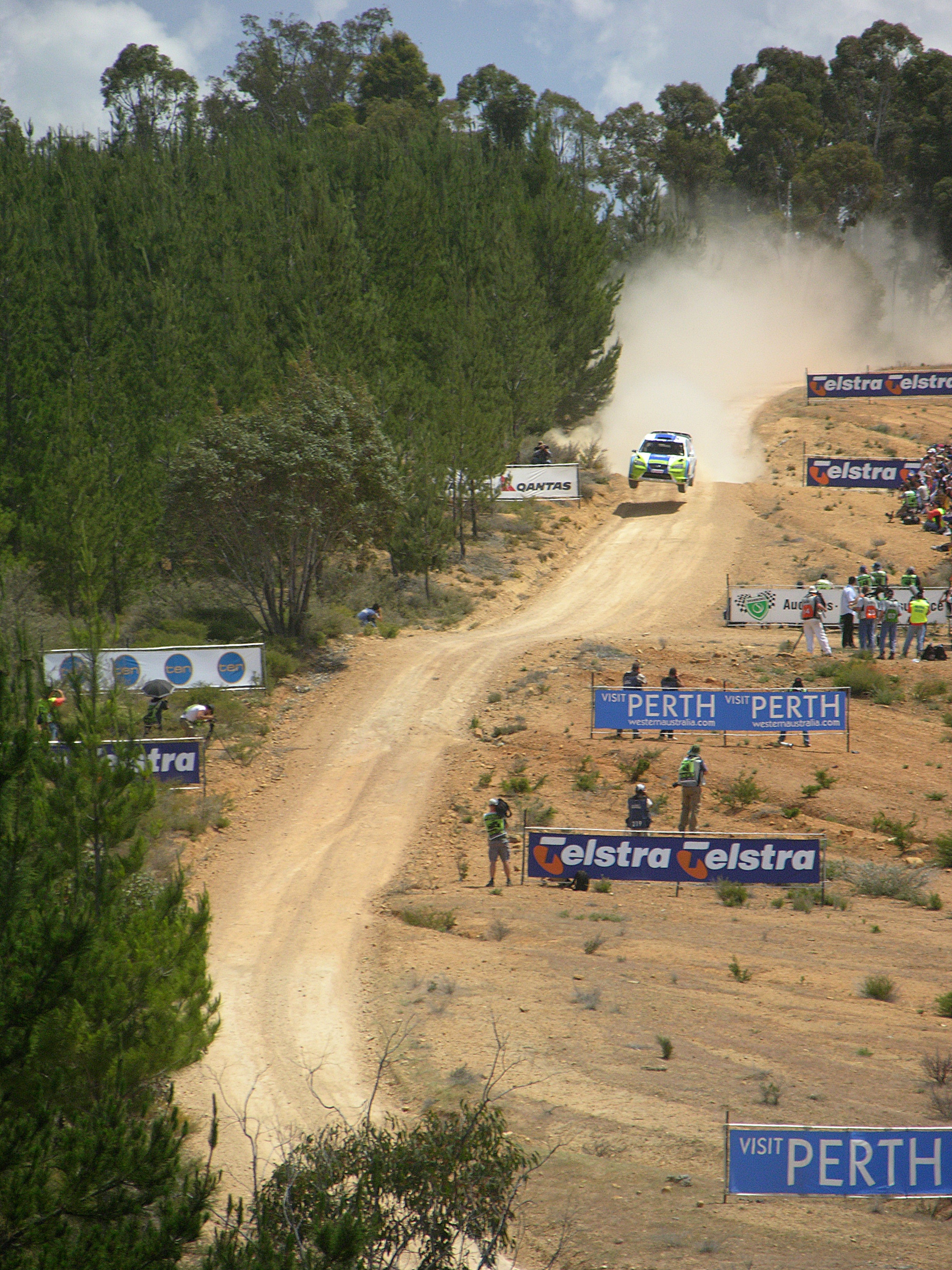
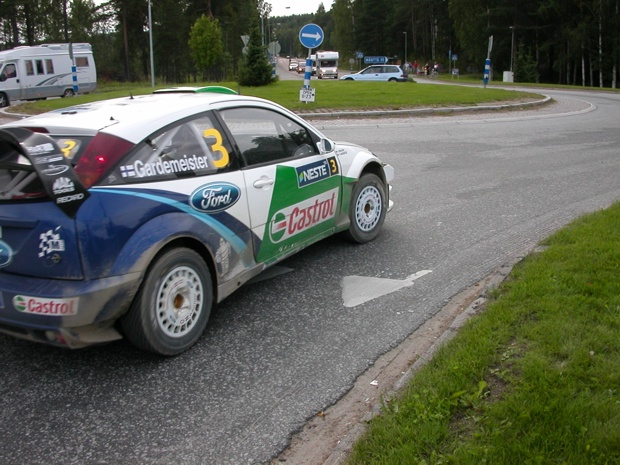
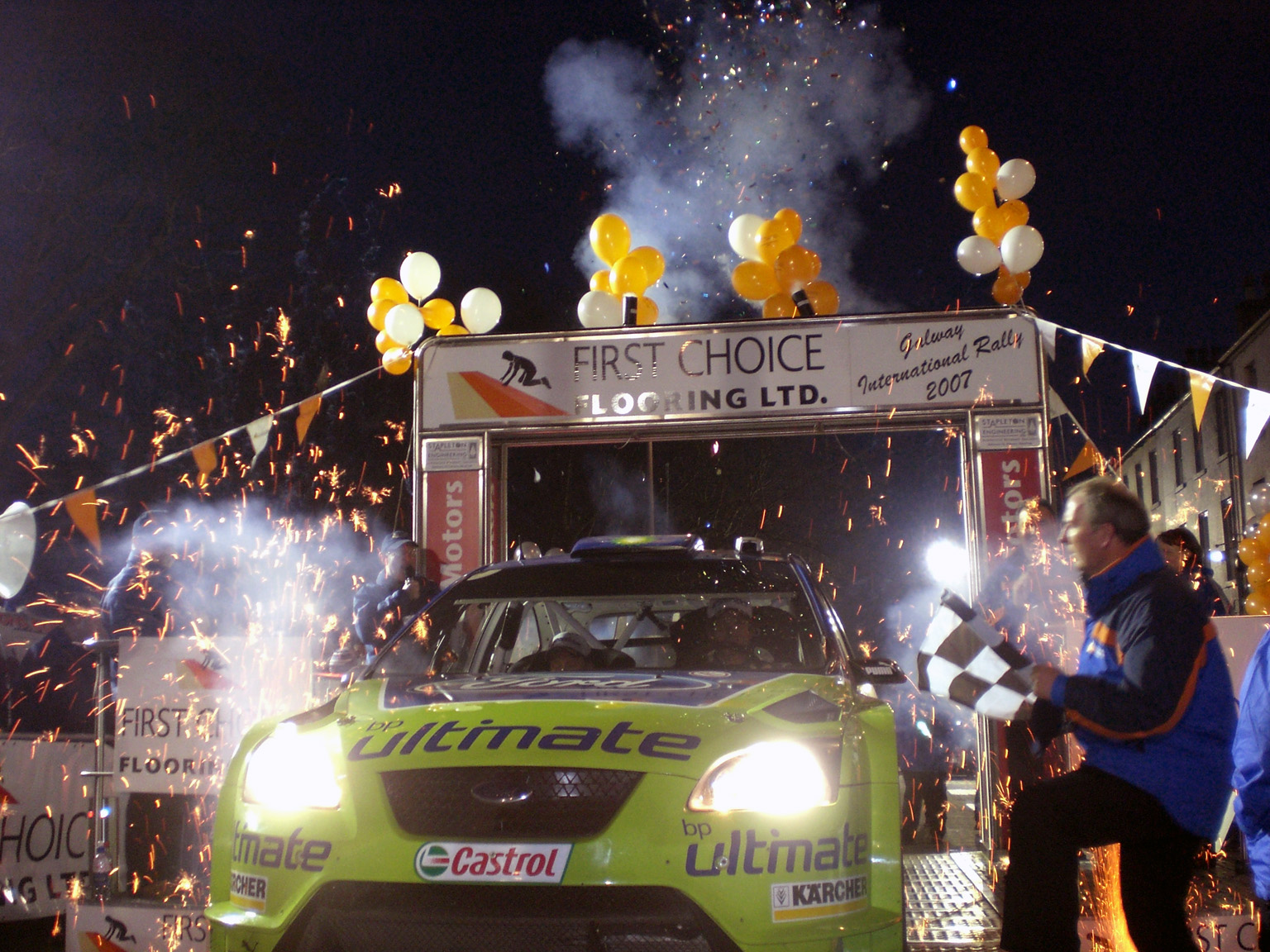
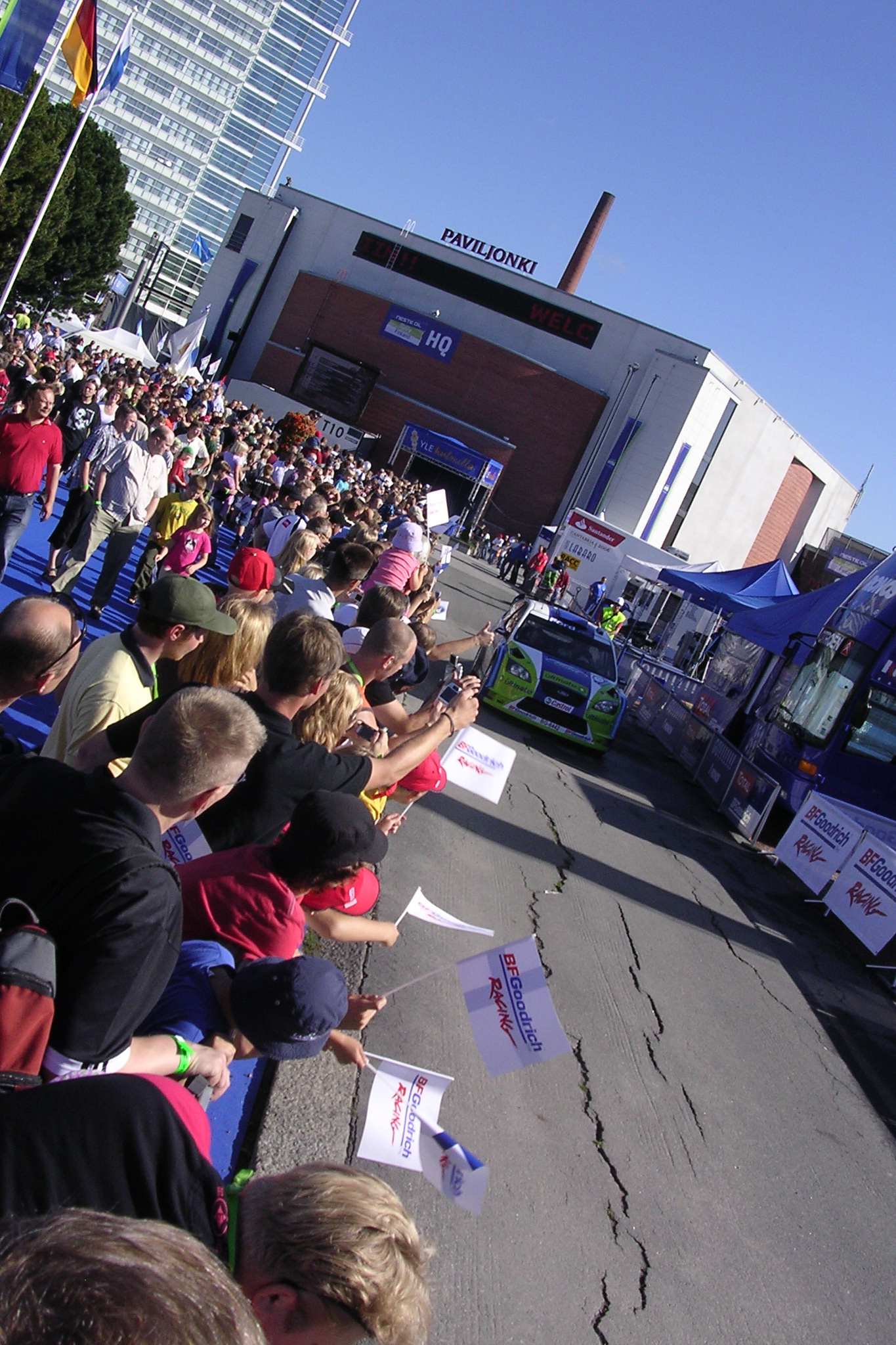